# 洛奇林·莫羅
洛奇林·莫羅（Richard Laughlain "Lochlyn" Munro，1966年2月12日—）是加拿大的一位演員。他的代表作有驚聲尖笑、小姐好白、鬼王再生等電影。